# 마루야마역 (사이타마현)
마루야마역(일본어: 丸山駅)은 일본 사이타마현 기타아다치군 이나정에 있는 사이타마 신도시 교통 이나 선의 역이다.

## 역 구조
혼합식 승강장 2면 3선의 고가역이다. 일부 열차는 이 역에서 출발하거나 종점이다. 2번 선은 양쪽에 승강장과 접하는 구조이지만 하행선(1번 선) 측에는 울타리가 있고 승하차할 수 없다. 그래서, 오미야 역발 당역행 전철에서는, 옆의 쇼난 역에서 우치주쿠 역행 열차로 갈아타도록 안내 방송이 나온다.
배선은 우치주쿠 방면이 모든 선로가 단선에 집약되는 것에 대하여, 오미야 방면은 1,3번 선의 선로가 신칸센의 양끝을 목표로 하고 크게 나뉘어 2번 선은 가파르고 지상의 차량기지로 들어가는 출입 창고선이다. 기지의 슬로프 앞에, 2번 선에서 1,3번 선의 양쪽으로 분기하는 포인트가 있다.
개찰은 1층의 북쪽의 도로(사이타마 현도 323호 아게오 환상선)를 향하고 있지만, 역사 남쪽의 고가 밑에 사이타마 신도시 교통의 본사가 있다. 역, 사옥, 차량기지는 동일 부지 내에 있다

### 승강장
| 1 | ■ 이나 선(뉴셔틀) | 우치주쿠 방면          |  |
| 2 | ■ 이나 선(뉴셔틀) | 오미야 방면(당역 출발) |  |
| 3 | ■ 이나 선(뉴셔틀) | 오미야 방면            |  |

## 역 주변
역은 이나 정의 남단에 가깝고, 오미야 방향에는 아게오 시와의 경계인 하라이치누마 강이 흐르고 하라이치 늪이 펼쳐진다. 역 서쪽의 샛길로 남하하면 사이타마 신도시 교통 본사, 역전 지방 도로를 동쪽으로 나아가면 차량기지 입구이다. 고가 밑에는 역전 공중 화장실과 자판기 코너, 현도 북쪽에 주차장이 있지만, 로터리와 포치는 두지 않고 있다.
- 이나 씨 저택 터
- 이나 정립 미나미 중학교
- 이나 정립 미나미 초등학교
- 노조미 병원

## 역사
- 1983년 12월 22일: 영업 개시.
- 2007년 3월 18일: IC카드 Suica 공용 개시.

## 사진

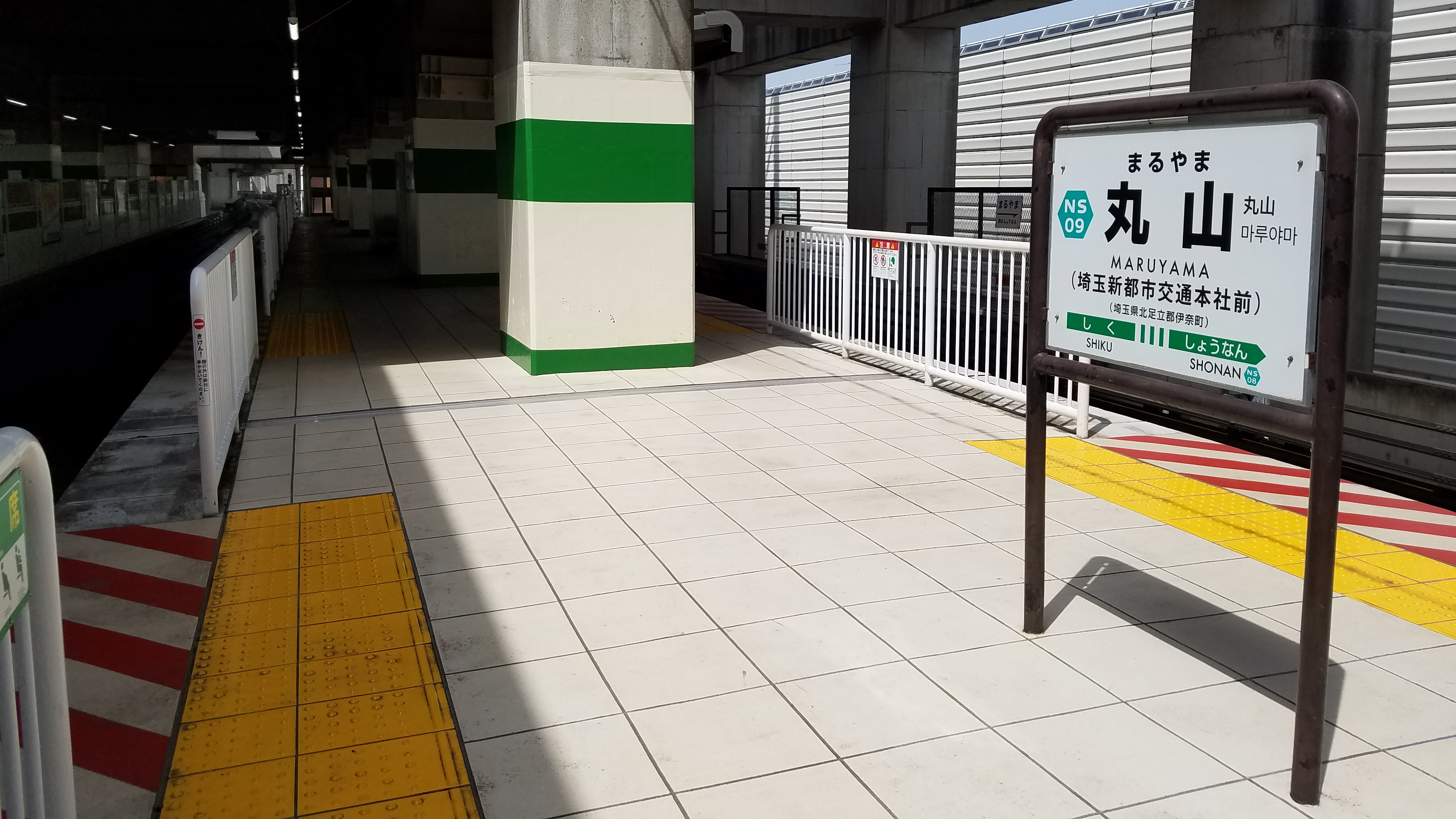
2 - 3번 승강장

## 인접역
| 사이타마 신도시 교통 ■ 이나 선 | 사이타마 신도시 교통 ■ 이나 선 | 사이타마 신도시 교통 ■ 이나 선 |
| ------------------------------ | ------------------------------ | ------------------------------ |
| 쇼난 오미야 방면               |                                | 시쿠 우치주쿠 방면             |